# 移入包絡
代数学において、加群 M の移入包絡 (いにゅうほうらく、英: injective hull、injective envelope) とは、 M を含む最小の移入加群でありかつ M の最大の本質拡大である。

## 定義
環 R 上の加群 E は、E は M の本質拡大であり、かつ E が移入加群であるとき、加群 M の移入包絡という。ここで、環 R は単位元をもち、可換とは限らないものとする。

## 例
- 移入加群の移入包絡はそれ自身である
- 整域の移入包絡は、その商体である

## 性質
- 加群 M の移入包絡は、M 上恒等写像であるような同型を除いて一意的である。そのため、M の移入包絡を E(M) と表すことができる。
- 移入包絡 E(M) は M の極大な本質拡大である。
- 移入包絡 E(M) は M を含む極小な移入加群である。
- N が M の本質部分加群であれば、 E(N) = E(M) である。
- 任意の加群は移入包絡をもつ。双対概念である射影被覆は必ずしも存在しないが、平坦被覆は常に存在する。